# 야츠데 사부로
야쓰데 사부로(일본어: 八手 三郎)는 도에이 애니메이션이 제작하는 슈퍼전대 시리즈 등 특수촬영 드라마 작품의 원작자로써 사용되는 텔레비전 프로듀서진의 공동 필명이다. 1970년대 후반부터 사용하기 시작하였으며, 가면라이더 주제가를 비롯하여 여러 주제가의 작사자 필명이기도 하다.

## 주된 작품
- 슈퍼전대 시리즈 (배틀 피버 J 이후)
- 스파이더 맨 (도에이 제작판)
- 메탈 히어로 시리즈

### 각본 제작
- 천장전대 고세이저

## 같이 보기
- 야타테 하지메
- 토도 이즈미
- 이시노모리 쇼타로
- 핫테 사부로